# Hans-Georg Aschenbach
Hans-Georg Aschenbach (n. 25 octombrie 1951, Brotterode, Turingia, Germania) este un săritor cu schiurile ce a reprezentat Germania, medaliat olimpic. A participat la două ediții ale Jocurilor Olimpice (1972, 1976) în care a câștigat o medalie de aur.